# NGC 3572
NGC 3590 est un très jeune amas ouvert,, situé dans la constellation de la Carène. Il a été découvert par l'astronome britannique John Herschel en 1835.
Selon la classification des amas ouverts de Robert Trumpler, cet amas renferme moins de 50 étoiles (lettre p) dont la concentration est moyenne (II) et dont les magnitudes se répartissent sur un petit intervalle (le chiffre 1). Toutefois, selon le catalogue Lynga, la concentration des étoiles est forte (I) et la répartition de leur magnitude est moyenne (2). Cependant, Lynga indique que l'amas renferme 25 membres.

## Observation

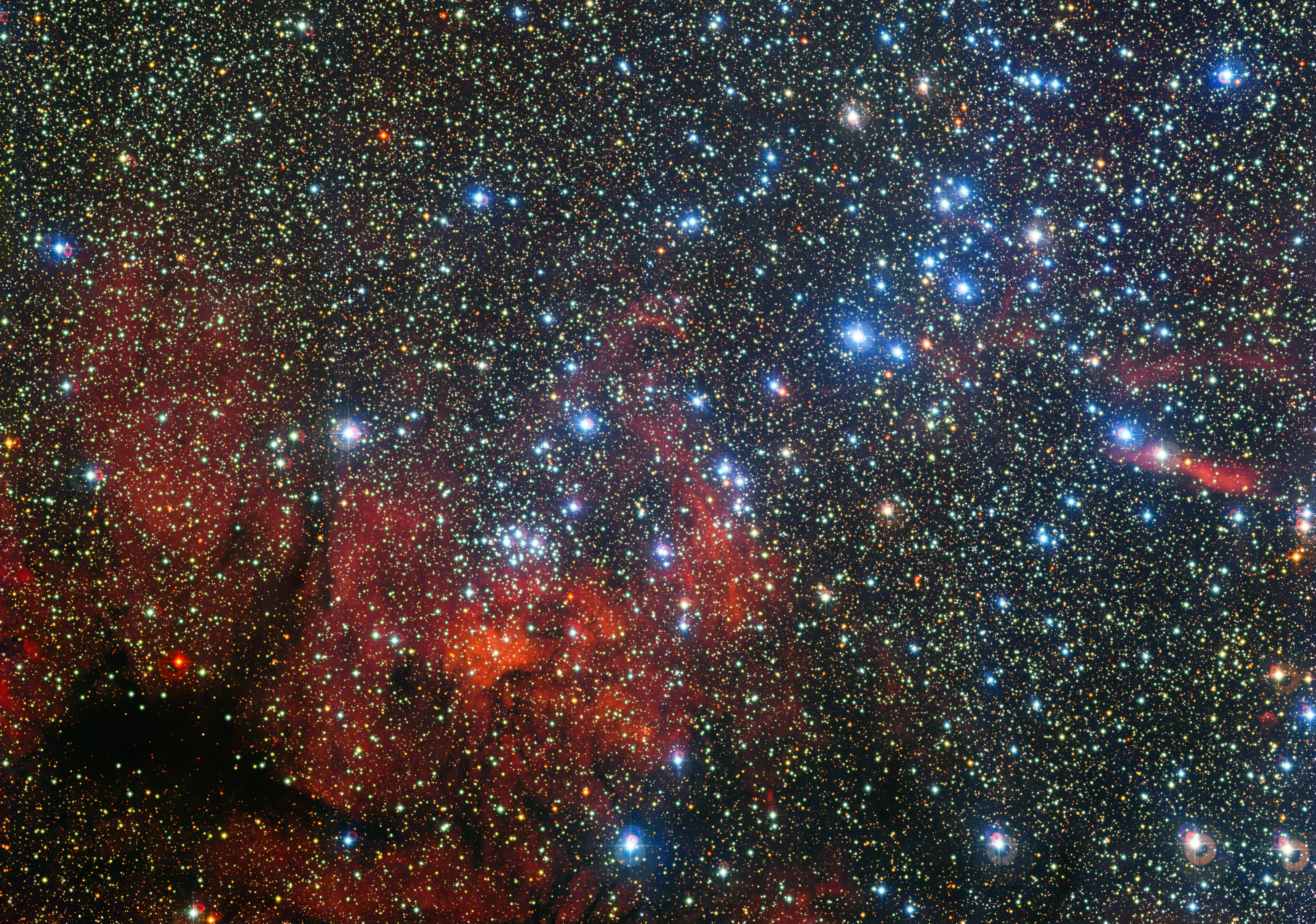
NGC 3590 par le télescope MPG/ESO de 2.2 mètres de l'Observatoire de La Silla de l'ESO au Chili.

Avec une magnitude visuelle de 8,2, on peut observer l'amas avec des jumelles dont l'ouverture est de 40 à 50 mm.

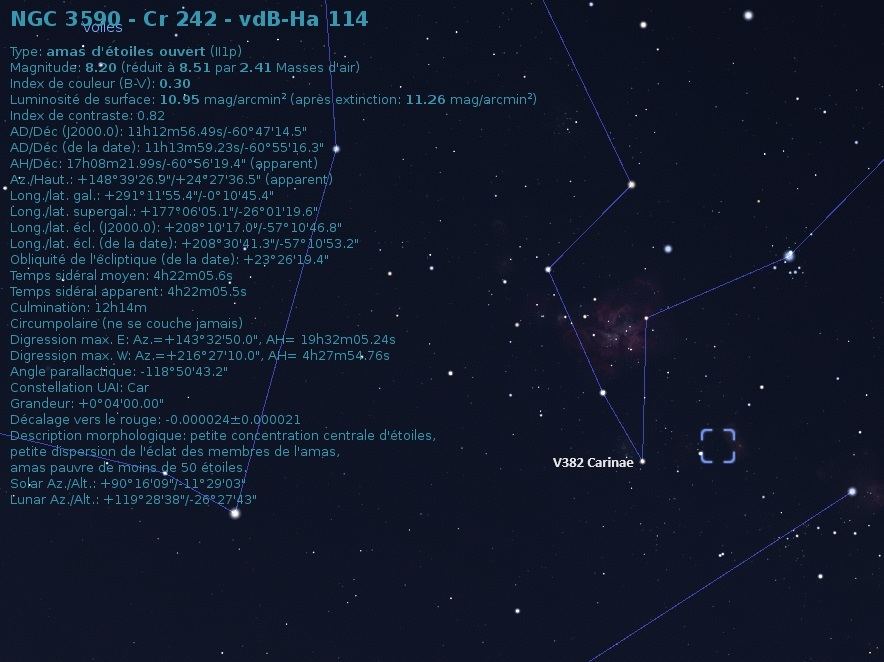
Localisation de NGC 3590 dans la constellation de la Carène. (Stellarium)

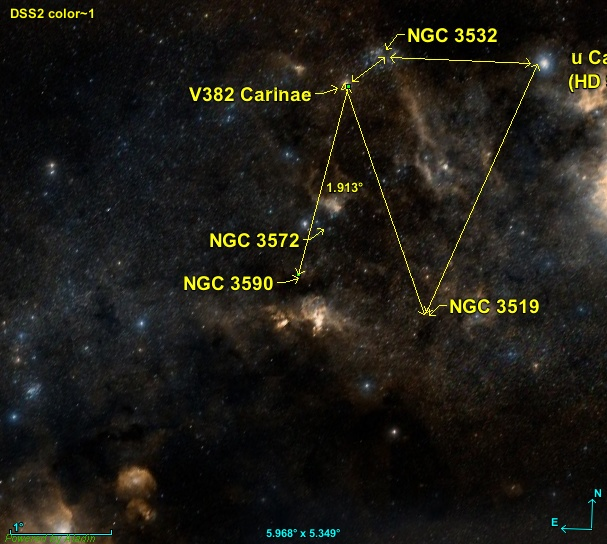
Position de NGC 3590 par rapport à une étoile.

NGC 3590 est situé à environ 1,9 degré au sud-est de V382 Carinae. Les amas ouverts NGC 3519, NGC 3532 et NGC 3572 se trouvent dans la même région du ciel.
Selon l'ESO, NGC 3590 est un amas ouvert d'étoiles de faibles dimensions situé à environ 7 500 années-lumière du système solaire en direction de la constellation de la Carène. Âgé de quelque 35 millions d'années, il est constitué de douzaines d'étoiles faiblement liées entre elles par la gravitation. Cet amas est situé dans le bras spiral Sagittaire-Carène. Note : ce texte de l'ESO a été publié en 2014 et ses données ne correspondent à ce que l'on sait de l'amas maintenant.

## Caractéristiques

### Distance
La parallaxe moyenne des étoiles de l'amas a été obtenue des mesures effectuées par le satellite Gaia. Cinq valeurs différentes publiées dans de récents articles (2018 à 2021) sont indiquées sur la base de données Simbad : 0,380 ± 0,028 0 mas, 0,362 ± 0,053 mas, 0,361 ± 0,048 mas, 0,361 ± 0,004 mas et 0,361 ± 0,048 mas. La moyenne de ces valeurs et de leur incertitude est égale à 0,365 0 ± 0,036 2, ce qui correspond à une distance de 2 740 +302
-247.

### Taille
Selon les sources, la taille apparente de l'amas est comprise entre 2', et 5,1'. Grâce à un calcul simple, on peut trouver la taille réelle de l'amas. En utilisant la plus grande taille apparente et la plus grande distance, on obtient la taille réelle maximale soit 14,31 al. De même, en utilisant la plus petite taille apparente et la plus petite distance, on obtient la plus petite taille réelle, soit 4,73 al. De ces deux valeurs, on déduit que la taille de l'amas est égale à 9,7 ± 5,0 al.

### Vitesse
Cinq vitesses très différentes sont indiquées sur Simbad, soit 9,04 ± 4,01 km/s, 23,05 ± 4,96 km/s, −7,30 ± 6,44 km/s, 6,88 ± 0,73 km/s et −7,30 ± 6,4 km/s. Au regard de ces valeurs, on peut donc conclure que la vitesse radiale de l'amas est inconnue.

### Mouvement propre
Simbad indique huit couples de valeurs pour le mouvement propre de l'amas, dont six provenant d'articles publiés entre 2018 et 2021 qui sont très semblables. Les deux autres provenant d'articles publiés en 2014 et 2017 sont totalement différents. Les valeurs de ces six couples en ascension droite et en déclinaison sont :
- −6,69 ± 1,12 mas/an et 1,98 ± 0,69 mas/an[15]
- −6,111 ± 0,091 mas/an et 1,038 ± 0,081 mas/an[10]
- −6,116 ± 0,154 mas/an et 1,023 ± 0,159 mas/an[11]
- −6,100 ± 0,134 mas/an et 1,013 ± 0,125 mas/an[12]
- −6,100 ± 0,012 mas/an et 1,013 ± 0,012 mas/an[7]
- −6,100 ± 0,134 mas/an et 1,013 ± 0,125 mas/an[13]

La moyenne du mouvement propre et de l'écart type obtenue de ces six couples en ascension droite et en déclinaison est égale à −6,109 ± 0,239 mas/an et 1,025 ± 0,392 mas/an.
Les deux autres couples sont passablement différents et imprécis. Ils proviennent d'articles moins récents (2014 et 2017). Ces deux couples sont :
- −3,30 ± 3,97 mas/an et 1,28 ± 2,28 mas/an[18]
- −3,300 ± 0,370 mas/an et −1,28 ± 0,240 mas/an[14]

### Métallicité
Simbad rapporte une seule valeur de la métallicité, soit 0,058. Selon cette valeur, le pourcentage d'éléments lourds (plus lourd que l'hydrogène et l'hélium) de cet amas est de 114% (100,058) de celui du Soleil.

### Âge
La base de données WEBDA et le catalogue Lynga suggère un âge donné par log10 = 7,231, soit 107,231 = 17 Ma.

## Étoiles
Simbad montre aussi un bouton nommé Children. En cliquant sur ce bouton, on atteint une section de cette base de données qui renferme un tableau contenant 339 entrées issues de 649 liens bibliographiques pour NGC 3590. Cependant, des étoiles (les Children) peuvent apparaître plusieurs fois dans la deuxième colonne du tableau, d'où le nombre de liens bibliographiques qui est supérieure au nombre d'étoiles. La quatrième colonne de ce tableau indique la probabilité que l'étoile appartienne à l'amas. En cliquant sur le titre de cette colonne, on peut classer la probabilité par ordre croissant ou décroissant. En cliquant sur la désignation de l'étoile, on atteint la page de Simbad qui résume ses propriétés.
Selon cette section, l'amas contiendrait 171 étoiles dont la probabilité d'appartenir à l'amas est égale ou supérieure à 90%. Cependant, pour au moins 23 d'entre elles cette appartenance est très douteuse selon les mesures modernes que l'on a de leur parallaxe ou de leur mouvement propre. Les quatre dernières lignes du tableau de cette section montrent des exemples de cela.
Il nous reste donc 148 étoiles dont l'appartenance est presque certaine. En prenant les données de celles-ci, on peut déterminer la distance moyenne de l'amas ainsi que son mouvement propre. Des 148 étoiles, Simbad donne des caractéristiques spéciales à 23 d'entre elles et le type spectral de 19 autres. Le tableau ci-dessous résume les propriétés de ces étoiles. L'avant dernière ligne est la probabilité que l'étoile appartienne à l'amas et le chiffre entre parenthèse, lorsque différent de un, est le nombre de référence qui assigne cette probabilité.
| Nom                     | α                | δ                 | type spectal | P (mas)         | d (pc)           | μα* (mas/an) | μδ* (mas/an) | mV    | Prob   | Rem     |
| ----------------------- | ---------------- | ----------------- | ------------ | --------------- | ---------------- | ------------ | ------------ | ----- | ------ | ------- |
| 2MASS J11122374-6049130 | 11h 12m 23,7467s | -60° 49′ 12,9442″ |              | 0,3637 ± 0,0158 | 2750+125 -114    | -6,028       | 1,096        | 14,24 | 100(3) | Cj?     |
| 2MASS J11123881-6048164 | 11h 12m 38,8153s | -60° 48′ 16,4003″ |              | 0,4184 ± 0,0208 | 2390+125 -113    | -6,236       | 1,034        | 14,98 | 100(3) | Cj?     |
| 2MASS J11124369-6048386 | 11h 12m 43,6869s | -60° 48′ 38,6592″ |              | 0,3979 ± 0,0329 | 2513+227 -192    | -6,155       | 1,057        | 16,40 | 100(3) | Cj?     |
| 2MASS J11124976-6045529 | 11h 12m 49,7799s | -60° 45′ 52,9228″ |              | 0,3819 ± 0,0131 | 2618+93 -87      | -6,089       | 1,008        | 13,61 | 100(3) | Cj?     |
| 2MASS J11125303-6051499 | 11h 12m 53,0361s | -60° 51′ 49,8901″ |              | 0,3797 ± 0,0287 | 2634+215 -185    | -6,172       | 1,127        | 15,88 | 100(3) | Cj?     |
| 2MASS J11125395-6047479 | 11h 12m 53,9529s | -60° 47′ 47,9544″ |              | 0,371 ± 0,0158  | 2695+120 -110    | -6,244       | 0,957        | 14,16 | 100(3) | Cj?     |
| 2MASS J11130057-6048027 | 11h 13m 00,5757s | -60° 48′ 02,7491″ |              | 0,3937 ± 0,0296 | 2540+206 -178    | -6,134       | 1,038        | 16,08 | 100(3) | Cj?     |
| 2MASS J11130440-6048392 | 11h 13m 04,4083s | -60° 48′ 39,2497″ |              | 0,373 ± 0,0218  | 2681+166 -148    | -5,891       | 1,083        | 15,16 | 100(3) | Cj?     |
| 2MASS J11130805-6047190 | 11h 13m 08,0467s | -60° 47′ 19,0107″ |              | 0,4035 ± 0,0142 | 2478+90 -84      | -5,984       | 0,942        | 13,86 | 100(3) | Cj?     |
| 2MASS J11130908-6048024 | 11h 13m 09,0860s | -60° 48′ 02,4548″ |              | 0,3899 ± 0,0135 | 2565+92 -86      | -6,062       | 0,983        | 13,86 | 100(3) | Cj?     |
| 2MASS J11131067-6046379 | 11h 13m 10,6642s | -60° 46′ 37,8333″ |              | 0,377 ± 0,0274  | 2653+208 -180    | -6,115       | 1,133        | 15,86 | 100(3) | Cj?     |
| 2MASS J11131085-6046566 | 11h 13m 10,8767s | -60° 46′ 56,7196″ |              | 0,3638 ± 0,0238 | 2749+192 -169    | -6,183       | 0,938        | 15,52 | 100(3) | Cj?     |
| 2MASS J11131325-6049553 | 11h 13m 13,2545s | -60° 49′ 55,3511″ |              | 0,3671 ± 0,0331 | 2724+270 -225    | -6,131       | 1,014        | 16,22 | 100(3) | Cj?     |
| 2MASS J11131446-6047441 | 11h 13m 14,4760s | -60° 47′ 44,0387″ |              | 0,3527 ± 0,0136 | 2835+114 -105    | -6,036       | 0,997        | 13,91 | 100(3) | Cj?     |
| 2MASS J11132115-6048422 | 11h 13m 21,1621s | -60° 48′ 42,2993″ |              | 0,3689 ± 0,0177 | 2711+137 -124    | -6,045       | 1,093        | 14,70 | 100(3) | Cj?     |
| 2MASS J11132358-6049472 | 11h 13m 23,5800s | -60° 49′ 47,2270″ |              | 0,3796 ± 0,0201 | 2634+147 -132    | -6,021       | 0,949        | 15,21 | 100(3) | Cj?     |
| DAY-I C1110-605-00809   | 11h 12m 57,8646s | -60° 48′ 21,6687″ |              | 0,3809 ± 0,0223 | 2635+163 -145    | -6,101       | 1,028        | 15,23 | 100(3) | Cj?     |
| DAY-I C1110-605-00809   | 11h 12m 53,7709s | -60° 46′ 47,6573″ |              | 0,378 ± 0,0198  | 2646+145 -132    | -6,076       | 0,928        | 14,88 | 100(3) | Cj?     |
| NGC 3590 13             | 11h 13m 13,7204s | -60° 47′ 18,3266″ | B6V          | 0,3674 ± 0,0134 | 2722+103 -96     | -6,115       | 1,071        | 13,87 | 100(3) | Cj?     |
| NGC 3590 2              | 11h 13m 03,3605s | -60° 46′ 57,6582″ | B6V          | 0,3666 ± 0,0133 | 2728+103 -96     | -5,921       | 1,082        | 13,33 | 90(2)  | Cj?     |
| NGC 3590 24             | 11h 12m 56,9114s | -60° 47′ 29,0976″ |              | 0,3734 ± 0,0145 | 2678+108 -100    | -6,079       | 1,081        | 13,92 | 100(3) | Cj?     |
| HD 97581                | 11h 12m 47,8118s | -60° 44′ 16,7537″ | B1/2Iab      | 0,3956 ± 0,0153 | 2528+102 -94     | -6,190       | 1,013        | 8,84  | 100(4) | VaPul   |
| UCAC4 146-074974        | 11h 12m 36,8702s | -60° 49′ 06,8369″ |              | 0,3654 ± 0,012  | 2737+93 -87      | -6,051       | 1,06         |       | 100(3) | Bin/ecl |
| CPD-60 2666             | 11h 12m 50,2896s | -60° 46′ 25,5713″ | B3           | 0,4017 ± 0,0123 | 2489+79 -74      | -6,175       | 1,084        | 10,39 | 100(3) |         |
| CPD-60 2674             | 11h 13m 03,1080s | -60° 47′ 51,7312″ | B4           | 0,3781 ± 0,015  | 2645+109 -101    | -6,316       | 1,129        | 11,32 | 90(2)  |         |
| HD 306185               | 11h 12m 58,6109s | -60° 47′ 22,3922″ | B1           | 0,4118 ± 0,0155 | 2428+95 -88      | -6,093       | 1,065        | 10,28 | 100(3) |         |
| HD 97284                | 11h 10m 52,2909s | -60° 44′ 30,3035″ | B0/1Iab/b    | 0,4367 ± 0,0218 | 2290+120 -109    | -5,928       | 1,678        | 8,86  | 100    |         |
| HD 97707                | 11h 13m 38,3447s | -60° 44′ 29,0358″ | B1/2Ib       | 0,3923 ± 0,0226 | 2549+156 -139    | -6,151       | 1,141        | 8,07  | 100(3) |         |
| NGC 3590 10             | 11h 13m 06,1966s | -60° 47′ 01,0115″ | B5V          | 0,3987 ± 0,0148 | 2508+97 -90      | -6,106       | 0,994        | 13,04 | 100(3) |         |
| NGC 3590 11             | 11h 13m 09,4171s | -60° 47′ 17,9169″ | B1           | 0,3799 ± 0,0115 | 2632+82 -77      | -5,972       | 1,165        | 12,20 | 100(3) |         |
| NGC 3590 16             | 11h 13m 13,5352s | -60° 47′ 54,5124″ | B9V          | 0,3916 ± 0,0156 | 2554+106 -98     | -6,070       | 1,059        | 14,27 | 100(3) |         |
| NGC 3590 21             | 11h 12m 59,1532s | -60° 47′ 34,4269″ | B5V          | 0,3573 ± 0,0114 | 2799+92 -87      | -6,270       | 1,379        | 12,60 | 100(3) |         |
| NGC 3590 22             | 11h 12m 57,3730s | -60° 47′ 36,3654″ | B5V          | 0,3640 ± 0,0114 | 2747+89 -83      | -6,061       | 1,039        | 12,26 | 100(3) |         |
| NGC 3590 32             | 11h 12m 52,3016s | -60° 46′ 32,2717″ | B5V          | 0,4006 ± 0,0126 | 2496+81 -76      | -6,183       | 1,051        | 12,79 | 100(3) |         |
| NGC 359036              | 11h 12m 54,1940s | -60° 45′ 26,4111″ | B6           | 0,4006 ± 0,0126 | 2496+81 -76      | -6,183       | 1,051        | 12,38 | 100(3) |         |
| NGC 3590 4              | 11h 12m 57,1275s | -60° 47′ 00,8642″ | B4V          | 0,3733 ± 0,0147 | 2679+110 -101    | -6,075       | 1,028        | 12,82 | 100(5) |         |
| NGC 3590 5              | 11h 12m 58,8550s | -60° 46′ 36,1735″ | B6V          | 0,3726 ± 0,0128 | 2684+95 -89      | -6,203       | 1,069        | 13,43 | 100(3) |         |
| HD 97581                | 11h 12m 47,8118s | -60° 44′ 16,7536″ | B1/2Iab      | 0,3956 ± 0,0153 | 2528+102 -94     | -6,190       | 1,013        | 8,84  | 100(4) | LP      |
| NGC 3590 8              | 11h 13m 00,8965s | -60° 46′ 40,6775″ | B9V          | 0,4025 ± 0,0158 | 2484+102 -94     | -6,151       | 1,001        | 14,17 | 100(3) |         |
| WR 42c                  | 11h 14m 01,4808s | -61° 03′ 47,7091″ | WN5o         | 0,0970 ± 0,0183 | 10309+2397 -1636 | -5,626       | 2,219        | 16,56 | 100    | WR      |
| WR 43-3                 | 11h 15m 15,3697s | -60° 51′ 15,7474″ | O2.5If/WN6   | 0,1261 ± 0,01   | 7930+683 -683    | -5,625       | 2,882        | 12,89 | 100    | WR      |
| 2MASS J11125659-6041217 | 11h 12m 56,5995s | -60° 41′ 21,7472″ |              | ?               | ?                | -6,425       | 4,574        |       | 100    |         |
| 2MASS J11124665-6103135 | 11h 12m 46,6495s | -61° 03′ 13,5696″ |              | ?               | ?                | -6,425       | 4,574        |       | 100    |         |

- Cj? = Candidate au titre de Young stellar object
- Bin/ecl = Binaire à éclipses
- Vp = Variable pulsante
- LP = Étoile variable à longue période

Les quatre dernières lignes de ce tableau sont des exemples des étoiles peu susceptibles d'appartenir à l'amas, en particulier les deux étoiles de Wolf-Rayet. La distance de ces deux étoiles les place vraiment hors de NGC 3590. On ne connait pas la distance des deux autres étoiles, comment peut-on leur assigner une probabilité de 100% d'appartenir à l'amas. 

### Distance
La compilation de la parallaxe et du mouvement propre de chacune des 148 étoiles permet d'obtenir une distance moyenne et le mouvement propre moyen de l'amas. La moyenne de la parallaxe et de leur incertitude des étoiles est égale à 0,406 45 ± 0,038 16 mas, ce qui correspond à une distance de 2 460+255
−211 pc. On peut cependant calculer la distance à partir des parallaxes de deux autres façons. Premièrement, on peut calculer la moyenne et l'écart type des distances des 148 étoiles. La valeur obtenue est égale à 2 531 ± 413 pc (∼8 260 al). On peut aussi utiliser la moyenne des distances ainsi que la moyenne des écarts positifs et négatifs obtenus pour chaque étoile à partir de leur parallaxe. Cette dernière méthode donne une valeur de 2 531+256
−193 pc. Peu importe la méthode, ces valeurs sont très semblables. Cependant, on peut remarquer que les distances obtenues sont sensiblement les mêmes et légèrement inférieures à celle obtenue par le calcul des parallaxes indiqués par Simbad.

### Mouvement propre
La moyenne et l'écart type du mouvement propre des 148 étoiles en ascension droite et en déclinaison sont respectivement égaux à −6,042 ± 0,305 mas/an et 1,168 ± 0,453 mas/an. Ces deux valeurs sont comparables à celles indiquées précédemment.